# Pseudosciaphila
Pseudosciaphila is een geslacht van vlinders uit de familie bladrollers (Tortricidae) en de onderfamilie Olethreutinae.

## Soorten
- Pseudosciaphila branderiana (Linnaeus, 1758) - grote populierenbladroller
- Pseudosciaphila duplex (Walsingham, 1895)